# Неопланта филм
Неопланта филм је било филмско предузеће са седиштем у Новом Саду, основано септембра 1966. године указом Скупштине САП Војводине. Престало је да постоји 1986. године. Произвело је преко 200 филмских наслова, од тога 13 дугометражних играних филмова, 173 краткометражна играна, документарна и анимирана филма.

## Слободна продуцентска група Неопланта
Шездесетих година 20 века у Кино клубу Нови Сад издваја се група заљубљеника у филм која се својим радом истицала.Ова генерација је стасала у веома добрим условима рада на аматерском филму. Своје знање и искуство стечено у клубу, група је користила радећи повремено наручене филмове заинтересованим установама и предузећима али је те пројекте група радила независно од кино-клуба.
Групу су чинили Бранко Милошевић, Славуј Хаџић и Петар Латиновић.Потреба за производњом филма је расла због чињенице да телевизија тада још није била у јачем повоју а са захтевима за снимање филмова јављала су се различита предузећа.
У продукцији групе су снимљени документарни филмови Нове реке (наруџба канал ДТД), Овнова част (обичаји сточара у јужном Банату, наручен од стране Војвођанског музеја), Стеријин мај (о Стеријином позорју), филмови за ФК Војводина, Југопетрол итд.
Пошто је интересовање за снимање филмова расло, група је одлучила да се прошири и у своје редове прими нове чланове: сценаристи Стеван Станић, Мирослав Антић и Љуба Вукмановић, продуцент групе Светозар Удовички, организатор групе Илија Ика Башић
Слободна продуцентска група Неопланта је 1966 бројала 8 чланова и збрзо је иза себе има већи број снимљених филмова а ова чињеница је сведочила о потреби постојања професионалног предузећа за производњу филмова у Војводини.
Рад групе је и тада био професионалан, али оснивањем професионалне филмске куће били би створени бољи услови за рад при чему су чланови групе вешто и смишљено радили да добију овакав статус. 

## Акт о оснивању и конституисању Неопланта филма
Веома жива аматерска филмска делатност, интензивно развијана педесетих и почетком шездесетих година 20 века у Војводини и слободна продуцентска група Неопланта снажно су подстакли и убрзали доношење одлуке о оснивању прве професионалне филмске куће у Војводини - Неопланта филм.
Било је и отпора јер су се могле у штампи прочитати или код појединаца из културних кругова чути подругљиви говори о војвођанаском Холивуду, непостојању услова за рад и професионалних кадрова. Са доста неповерења и скепсе гледало се на могућност младих аутора да се укључе у свет југословенске филмске продукције која је у другим крајевима земље бележила добре резултате.
На предлог Извршног већа Војводине и одлуком Скупштине од 29 јуна 1966 године основана је Неопланта филм са статусом за снимање документарних филмова :овде се види да су били ограничени за снимање документараца мада је група сматрала да би могла изнети и реализацију дугометражних филмова.
Природно Неопланта филм је првих година тежиште производње ставила на документарни филм јер се рачунало да ће ова установа првенствено радити филмску документацију о Војводини, њеној историји и развоју.
Установом се управљало по начелима друштвеног самоуправљања. Покрајинско извршно веће је именовало 3 члана Савета установе али како је у Установи на почетку радило само пет радника, то се према одредбама Основног закона о установама у њој није могао образовати савет него је Неоплантом управљала Радна заједница која је вршила функцију Савета а представници Покрајинског извршног већ су у раду учествовали као чланови радне заједнице у проширеном саставу.
Директора установе је именовало Покрајинско извршно веће по претходно прибављеном мишљењу Савета установе.
Конституисање установе је упркос жељи филмских стваралаца да се то обави брже ишло споро.Одлука је донета у јуну а упис у судски регистар 28 септембра 1966. Конституисање установе је извршено 27.9.1966 а за привременог директора је именован Светозар Удовички.
Скупштина Војводине, као оснивач, за почетак рада Неопланта филма обезбедила је 126 хиљада динара на име покрића личних и материјалних расхода за наредних 12 месеци - 3 месеца у 1966 и првих 9 месеци у 1967 години а установа је добила наменска почетна средства од покрајинског фонда за културу и републичког фонда за унапређење кинематографије за трошкове основне делатности - производњу документарних филмова.
У моменту оснивања, нису била решена ни друга практична тј техничка питања: још у установи нису постојали минимални услови за рад , неопходни су били  канцеларијски материјал за потребе филмске екипе и стручне службе ( допис Неопланта филма Покрајинском секретаријату за буџет и општу управу од 3.10.1966.
Остваривање друштвеног интереса и партиципација у управљању установом од стране друштвене заједнице обезбеђена је преко спољних чланова Радне заједнице тј. Радне заједнице у проширеном саставу: ово тело је разматрало и доносило најзначајније одлуке из делокруга рада и управљања установом.
Први представници друштвене заједнице у савету Неопланта филма које је делегирало Покрајинско извршно веће били су угледни друштвено-политички, јавни и културни радници: инжењер Димитрије Милованов, Иштван Немет, Милош Хаџић, Јован Виловац, Василије Калезић, Саша Микић, Зоран Јовановић, Иштван Лади, Желимир Жилник.

## Запослени и спољни сарадници
На почетку, према усвојеној систематизацији, административни апарат чинило је 6 запослених: сектор продукције (директор и архивар филмског материјала), сектор општих послова ( секретар, технички секретар и помоћни службеник) и финансијска служба ( шеф финансија).Оваква структура је остала до 1972 године до прерастања установе Неопланта филм у предузеће за производњу филма.
Управа Неопланта филма је сматрала да установу не треба оптерећивати гломазном администрацијом, јер је то утицало на цену произведеног филма и определили су се за малу радну заједницу и чвршћу везу са спољним сарадницима тј. уговорне односе по сваком пројекту ( ово је наслеђено од продуцентске групе Неопланта где је била пракса да аутори пре завршетка филма и почетка његове експлоатације нису добијали хонораре).
У почетку, сарадници су били чланови независне продуцентске групе Неопланта а касније се круг ширио на чланове удружења филмских радника, књижевника, музичара и других радника у култури. Осим из Војводине, ангажовани су у појединим пројектима спољни сарадници из других крајева бивше СФРЈ.
Током прве четири године, Неопланта филм је окупила око 30 аутора и сарадника од чега: 10 стално везаних за ову кућу.

## Преглед сарадника Неопланте
- Редитељи: Бранко Милошевић, Мирослав Антић, Желимир Жилник, Борислав Шајтинац, Стеван Станић, Никола Мајдак, Карпо Аћимовић Година, Првослав Марић, Борислав Гвојић, Душан Макавејев, Стеван Петровић итд.
- Сценаристи:Милутин Мишић, Мира Бањац, Милош Николић, Живан Милисавић, Драшко Ређеп итд.
- Сниматељи: Славуј Хаџић, Петар Латиновић, Душан Нинков, Бранко Иватовић, Миодраг Јакшић итд.
- Продуценти/организатори производње филмова:Илија Башић, Слободан Милетић и Иван Ћирковић

## Седиште Неопланта филма и основна средства за производњу филмова
Према решењу о упису у судски регистар прво седиште Неопланта филма било је на адреси Булевар маршала Тита 4 где је било и седиште Покрајинског фонда културе. У тренутку конституисања, а и наредних неколико година установа није имала решено питање трајног смештаја. 
Извесно време Неопланта је била смештена у једну просторију Матице српске затим средином 1967 опет је привремено добила на коришћење део зграде у Железничкој број 7.
1970 купује властиту зграду на Булевару револуције 12 коју је из својих средстава прилагодила условима филмске производње.
Кад је реч о опреми за производњу филмова, стартовало се са скромним средствима а пошто се опрема набављала из увоза проблем је решаван удруженим снагама установе, Покрајинске заједнице културе и Покрајинског извршног већа.
Почетком 1970 Неопланта је поседовала следећу опрему:
- Средства за снимање слике: камера Арифлекс 35 мм, две камере Право Л
- Средства за снимање звука: магнетофон Награ, два микрофона, стабилизатор Награ, микс пулт и камера - преписивач тона Вестрекс
- Средства за монтажу: монтажни сто Превост
- Средства за приказивање филмова : пројектор Искра
- Средства везе: токи - воки, мегафон Национал
- Средства расвете: крстача, падалета, мини колор тран и колор тран
- Транспортна средства: Форд транзит (смештај технике), ИМВ - камионет итд

## Продукција документарних филмова у периоду 1966-1971
У овом периоду произведено је око 58 филмова просечно око 11 годишње.Највише је произведено редовних ауторских филмова који су предлагали и реализовали сами аутори или су их радили аутори по позиву Неопланте.
Предлози су упућивани на конкурсе Републичког фонда за културу или Покрајинске заједнице за културу.
Садржај документараца је био различит: теме из друштвеног живота, спорта, уметности, пољопривреде, историје, међунационалних односа итд.
Значајни редитељи у овом периоду који су дали печат филмској производњи Неопланта филма: 
- Бранко Милошевић (илустративни филмски израз):више година се бавио аматерским филмом и сарађивао са телевизијом.Често радио наручене документарне филмове који нису трпили експериментисање нити превелику ауторску слободу.
- Мирослав Антић (лирско-визионарски филмски израз):својим филмовима давао поетску ноту улазећи смелије у критички однос према савременим друштвеним проблемима

Желимир Жилник (проблемски филмски израз): унео је потпуно нови филмски израз у продукцији својих документарних а касније и играних филмова са чиме је касније постао препознатљив у југословенској и светској продукцији документарног филма. Од укупно 58 снимљених филмова они су реализовали 31 документарац.
Остали значајни редитељи: Карпо Аћимовић Година, Никола Мајдак и Првослав Марић.

## Продукција анимираних филмова
У жељи да своју продукцију садржајно и жанровски обогати, Неопланта филм је 1968 експериментално произвела анимирани филм Заљубљен у три колача у режији Николе Мајдака и карикатурама које је осмислио Борислав Шајтинац јер у то време на пољу анимације је већ била само позната Загребачка школа анимираног филма.
Шајтинац и Мајдак 1969 снимају Извор живота који осваја главне награде скоро на свим фестивалима анимираног филма. Шајтинац је даље наставио самостално стварати у Неопланта филму и потврдио се као аутор неколико цртаних филмова препознатљивих под називом Новосадски цртани филм.
Неопланта филм, понесена успехом Шајтинца, размишљала је о оснивању школе за цртани филм у Новом Саду из које би се регрутовали нови млади ствараоци овог жанра.
Али након смене руководства Неопланте Шајтинац напушта ту филмску кућу и одлази у иностранство а његовим одласком се напушта идеја стварања школе анимираног филма.

## Продукција краткометражних играних филмова
У првих пет година (1966-1971) Неопланта филм је снимила 8 кратких играних филмова. На Београдском фестивалу 1967 добила је диплому за филм Мирослава Антића Друга обала, затим филм Гранатирани мозак Пупилије Феркерверк Карпа Аћимовића Године освојио је прву награду на Геф-а у Загребу.
Продукција кратких играних филмова била је значајна као одскочна даска за коначно опредељење и почетак снимања дугометражних филмова. Као аутори краткометражних филмова су још значајни:
- Бранко Милошевић - Додир
- Желимир Жилник - Лаку ноћ Шњука
- Стеван Станић - На небу звезда Даница итд.

## Продукција дугометражних филмова - копродукције
Први дугометражни играни филм Свети песак био је планиран као кратак играни филм али редитељ Мирослав Антић и чланови екипе самоиницијативно су одлучили да продуже снимање и да сниме играни филм.
Неопланта филм у то време није била регистрована за продукцију дугометражних играних филмова те је склопљњен петогодишњи уговор о пословно-техниччкој сарадњи са Авала филмом који је омогућио завршетак филма и наставак дугометражне филмске производње.
Следећи заједнички пројекат предложила је Авала филм: Рани радови Желимира Жилника при чему је Авала обезбедила средства а Неопланта реализацију пројекта.Филм је изазвао контроверзну ситуаццију због негативне реакције ондашњих политичких форума и дела културне јавности а са друге стране због награда и похвала стручне критике.Ф
Филм је решењем окружног јавног тужилаштва од 19.6.1969 привремено забрањен за јавно приказивање иако је прошао све цензорске комисије али је Неопланта уручила жалбу на шта је Окружни суд у Београду пресудио у корист Неопланте и наложио враћање одузетих копија филма и несметано приказивање
Трећи дугометражни филм произведен је 1970 године и није наишао на разумевање стручне критике због лошег редитељског рада, садржаја филма и глумачких остварења а прилично је прошао незапажено у дистрибутерској мрежи и широј јавности те се због тога  Авала филм пре приказивања у Пули повукла из копродукције те је Неопланта филм сама морала сносила трошкове.
Филм Мистерије организма Душана Макавејева је био следећи пројекат Неопланте у копродукцији са Телепулом из Минхена, фирмом удружених телевизија Баварске, Аустрије и Швајцарске за немачко говорно подручје а копродуцент је била и Авала филм која се пред сам завршетак снимања повукла због проблема који су настали после прве затворене пројекције у биоскопу Арена кад је било јасно да ће филм бити на удару критике и правосудних органа.
Филм је иностранству стекао наклоност стручне критике и фестивалских жирија али на домаћој сцени је узбуркао страсти. Када је филмски жири 18 југословенског филмског фестивала у Пули уврстио филм Мистерије организма у званичну конкуренцију 17.7.1971, стигло је решење Јавног тужилаштва Србије 19.7.1971 да се забрањује јавно приказивање филма.
Реаговала је и комисија ПК СК Војводине за образовање, науку и културу и Комисија ОКСК Нови Сад за идејна питања у области културе које су на заједничкој седници осудили појаву филма и истакли да се у филму на неприхватљив начин говори о друштву у целини, да се проблем слободе и ослобађања човека своди на проблем сексуалног ослобођења и увреда партнера СССР и Кине. Филм је повучен из даље експлоатације а Неопланта филм морала је да плати одштету због филма.
1971 године Неопланта је самостално реализовала филм Мирослава Антића Доручак са ђаволом а филм је премијерно приказан на фестивалу у Пули.
Током првог петогодишњег периода Неопланта је започела рад на следећим пројектима дугометражних филмова: Самртно пролеће Лајоша Зилахија и Слобода или стрип Желимира Жилника.

## Промена оснивачког акта и прерастање установе у предузеће за снимање филмова Неопланта филм
Током 1971 године Неопланта се припремала за прерастање у предузеће. Охрабрени успехом у производњи краткометражних филмова и производњом дугометражних филмова и освојеним наградама на светским и домаћим фестивалима, тадашњи директор Светозар Удовички, радна заједница и група филмских аутора око Неопланте били су уверени у властите снаге и сопсобност куће да се самостално укључи у тржишну филмску производњу.
Финансијски резултати били су позитивни а Неопланта филм је за кратко време акумулирала довољно средстава да је могла из властитог фонда да уложи у производњу нових филмова.
Неопланта је своје планове усмереавала ка производњи дугметражног играног филма а само током 1971 завршила је 2, радила на 7 нових и имала у плану још 11 пројеката у разматрању дугометражних филмова али због афере Мистерије организма све је поремећено што је имало за узрок касније смену директора Удовичког.
Радна заједница је 19. маја 1971 донела одлуку о промени статуса Установе и прерастању у предузеће за снимање филмова Неопланта филм. Одлука је упућена оснивачу Скупштини Војводине на разматрање али због догађаја око филма Мистерије организма, одлука је потврђена тек 16. фебруара 1972 године, чиме је почео други период у раду ове куће.

## Смена Светозара Удовичког
Филм Мистерије организма је требало да учествује у званичној конкуренцији на Пулском фестивалу.За продуцента и редитеља , који су очекивали смиривање страсти уз помоћ Пуле, ништа се горе није могло десити. Позитивне критике су стизале из иностранства на рачун филма а исто се очекивало за Пулу.
Реакција јавног тужилаштва је значила суспензију филма са фестивала. Организациони одбор и директор фестивала су се нашли у недоумици а филмска удружења из читаве Југославије су тражила приказивање филма.Организатори фестивала су предложили решење да се филм прикаже у затвореној раној јутарњој пројекцији само за филмске раднике и критичаре.
Из Новог Сада су стизале незваничне информације о смени директора Неопланте Удовичког који се није осећао кривим због овог случаја јер је и он сам најзаслужнији за развој Неопланте и њени даљи развој.Сва ова оркестрирана кампања и против директора Неопланте и саме Неопланте филм су личили на злонамерност и завист од појединаца на  успех Неопланте и Удовичког.
Након фестивала у Пули, Удовички је прикупљао све релевантне чињенице о свом и раду Неопланте, документе, новинске чланке, оцене стручне критике, награде у две књиге под називом Документација али то није помогло.
Документација је судски забрањена, политички оцењена као непријатељски акт и диверзија а Светозар Удовички је смењен.
Заправо, остављен је на дужности вд директора до 1.4.1972 до постављања на дужност новог директора Драшка Ређепа.

## Делатност Неопланта филма 1972-1986
Промена статуса Неопланте и смена Удовичког десила су се 1972 а планови и развој предузећа припремани од стране Удовичког доласком новог директора Драшка Ређепа више нису били актуелни.
Светозар Удовички је уз жестоку осуду уклоњен, а Неоплантина продукција из његовог времена оцењена политички штетном.
Нови директор је добио задатак да рашчисти са дотадашњом праксом и да ни по коју цену не дозволи снимање и да Неопланта буде полигон за снимање политичко - еротских филмова.
Ново руководство је урадило санациони план предузећа: покривање трошкова око Мистерије организма тј: враћање средстава утрошених за снимање филма при чему се Неопланта обавезала да ће вратити позајмицу добијену за снимање од Покрајинске заједнице културе од сопствених средстава и да убудуће филм неће продати ниједној страној земљи.
Сложили су се да филм остане трајно бункерисан и упорно инсистирало на враћању једне копије филма коју је Макавејец задржао код себе.
Основни проблем новог руководства Неопланте није био материјалне природе: директор је именован од стране Покрајинског извршног већа, с партијском препоруком, тако да је у сваком тренутку могао рачунати на финансијску подршку власти.
Проблем је било како задржати филмске раднике. који су стасали у Неопланти са бившим директором и консолидовати будућу филмску производњу. Негативна атмосфера створена исфорсираним политичким случајевима, прво са филмом Свети песак Мирослава Антића, затим са филмовима Желимира Жилника и на крају са филмом Душана Макавејева, унела је у Неоплантине сараднике пометњу и страх.
Неких аутора. нови директор се свесно одрекао као протагониста црног таласа попут Жилника, Антића, Карпа Аћимовића Године, Макавејева.
Неки аутори су се самокритички покајали, па су добили зелено светло за рад на новим пројектима.
Већ 1972 ангажовано је неколико ранијих сарадника Неопланта филма у области снимања документарног филма: Првослав Марић, Стеван Станић, Борислав Гвојић, Бранко Милошевић али се још појавило нових имена попут: Славко Алмажан, Карољ Вичек, Божидар Калезић итд.
Политика новог руководства да задржи већину ранијих Неоплантиних филмских стваралаца и окупи нове дала је резултате: није било застоја у продукцији документарног филма а она је временом ојачана новим жанром - наставно научним филмом а уведена је продукција документараца на језицима народности.
Поред трзавица и кризе које су биле неминовне након уплитања политике и непотребног и неправедног уклањања ранијег директора, Неопланта филм је успела да оствари континуитет филмске производње и да у наредних 10 година игра значајну улогу у филмској продукцији бивше СФРЈ.

## Материјално - финансијско пословање предузећа
1. средства Покрајинске заједние културе из фонда за кинематографију, која су акумулирана из доприноса од улазница продатих приказивањем филмова.
Према критеријумима усвојеним 1972 и петогодишњим планом ПЗК је за филмску производњу издвајала годишња средства за највише 2 играна филма, 6 краткометражних, документарних и 2 анимирана филма.
2.приходи од експлоатације дугометражних играних филмова произведених у Неопланти и средства остварена продајом дистрибутерима, тв кућама и иностранству
3.приходи од продуцентских награда
4.приходи од наручених филмова - велики интерес привредних предузећа за продукцију наменских филмова што је Неопланти доносило солидну зараду
5.приходи од филмских документација наручених и рађенх приликом изградње великих урбанистичких и других објеката
6.приходи остварени у сарадњи са ТВБ И ТВ НС на реализацији тв серија и других заједничких пројеката
7.остали приходи остварени од других услуга
Трошкови у Неопланта филму су вођени посебно за сваки пројекат.
Мањи део је кориштен за режијске трошкове и законска издвајања јер нису прелазили 15% укупног годишњег буџета Неопланта филма.
Жиро рачун је био стално позитиван и предузеће је извршавало све своје обавезе према повериоцима и друшвеној заједници до реализације филма Велики транспорт.

## Продукција документарних филмова
У области документарног филма Неопланта је од 1972 до 1986 наставила ранију рерпертоарску политику ауторског филма са актуелним војвођанским темама. Продукција је смањена, тј прилагођена финансијским средствима које је добијала по конкурсу ПКЗ. Снимано је у просеку 9 фимова годишње тј. 91 документарни филм.
По ауторима, прво место је задржао Бранко Милошевић са 12 снимљених филмова, Карољ Вичек са 9 и Добри Јаневски са 8, затим Првослав Марић и Ђорђе Деђански са по 7 документарних филмова.
Разлог смањења продукције може се објаснити да је у овом периоду заживела продукција ових филмова на ТВ НС.
Наслови попут Прво светско наивно село о наивним сликарима из Уздина, аутора Славка Алмажана и Кубикаш Кароља Вичека о животу темеринских кубикаша, снимљени 1972 и 1973 замишљени су као први филмови на језицима народности - румунском  мађарском - циљ отварање могућности за афирмацију различитих етничких култура који живе у Војводини посредством филма.
У овом периоду се појачава интересовање за снимање наручених филмова и филмске документације: последица присуства Неопланте у јавности и притиска актуелних политичких структура да се помогне Неопланти у креирању репертоарске политике избором војвођанских друштвених тема.
1972 су произведени наручени филмови Сећања револуционара и бораца као наставни филм са музејом револуције, филм о Штафети младости, документација за Змејеве дечије игре, Југословенски фестивал поезије у Врбасу, изградњи Спрског народног позоришта, Новосадски сајам.
Затим било је много наручених филмова од предузећа из области привреде: филмови о агроиндустрији, каналу ДТД, комбинату Банат у Кикинди, а Петар Латиновић у сарадњи с гинекологом Бориславом Берићем снимио је филм о абортусу - тако је започета и продукција наставно - научних филмова.         
У Неопланта филму је токо периода 1972 - 1986 продукција документарних филмова остала доминантна , остала је квалитативно и квантитативно најјача, са овим филмовима је учествовала на филмским фестивалима у земљи и иностранству бележећи значајна признања.

## Продукција анимираних филмова 1972-1986
Након смене Удовичког и одласка Борислава Шајтинца из Неопланте, пропала је идеја о стварању посебног студија за анимирани филм у Новом Саду.
У Неопланти ипак нису напустили ову врсту филмског стваралаштва. Позван је Зоран Јовановић, Новосађанин по рођењу, студент Академије за позориште, филм, радио и телевизију који се већ афирмисао са примењеном графикиом, карикатуром, илустрацијама и цртаним филмом.
Зоран Јовановић и Никола Мајдак су наставили рад у овом жанру Неоплантине продукције и аутори су већине анимираних филмова које је Неопланта снимила у периоду 1972 - 1986.
Пред крај овог периода, као аутори анимираног филма се јављају Стеван Живков, Растко Ћирић и Вера Влајић.

## Продукција краткометражних играних филмова 1972-1986
Продукција кратких играних филмова у Неопланта филму се смањивала са растом производње дугометражних играних филмова.
У периоду 1972 - 1986 снимљено је само 5 кратких играних филмова два на тему рата аутора Кароља Вичека и поједан на различите теме Живка Поповића, Славка Алмажана и Стевана Станића.

## Преглед краткометражне продукције Неопланта филма 1972 - 1986
У овом периоду је произведено 112 краткоетражних филмова, у просеку нешто мање од 10 филмова годишње.
Неопланта филм је задржала све три врсте продукције са доминантном продукцијом документарних филмова.
Избор тема је био из прошлости Војводине, али су савремене теме имале места у плановима и програмима краткометражних филмова Неопланта филма.
У односу на укупну продукцију у СР Србији, Неопланта филм је у периоду 1971 - 1985 учествовала са 8% продукције краткометражних филмова, односно у односу на бившу СФРЈ, са 4% продукције краткометражних филмова.

## Продукција дугометражних филмова 1972 - 1986
Ново руководство Неопланта филма 1972 у домену играног дугометражног филма затекло је два недовршена пројекта : Самртно пролеће и Слобода или стрип.
Самртно пролеће је рађено у копродукцији са шпанском продуцентском кућом Сине 20 из Барселоне и америчким Примаверал Ентерпрајз из Њујорка у режији Стевана Петровића и Мигела Иглесијаса.
Непрецизни уговори са страним партнерима, нереални захтеви Лајоша Зилахија у функцији супервизора пројекта, одвојено снимање делова у Шпанији и Југославији, успорили су реализацију пројекта.
Након низа неспоразума и дуготрајних преговора нађени су компромиси, па је филм коначно завршен 1973 и премијерно приказан исте године на Пулском фестивалу.
Према споразуму Примаверал Ентерпрајз је урадио западну варијанту филма и добио права приказивања у западној Европи. Неопланта филм је имала дистрибутерска права у Југославији и социјалистичким земљама у источној Европи. Дистрибуција је поверена предузећу Морава филм а преко Југо филма продата је лиценца за приказивање Румунији и Чехословачкој.
Други наслеђени пројект, филм Слобода или стрип био је у завршној фази, али по много чему споран.
Аутор Желимир Жилник је био жигосан као носилац црног таласа са серијом филмова на које се власт и политичка елита окомила оцењујући их као друштвено неприхватљиве и штетне.
Драшко Ређеп, директор Неопланте, је након прегледа снимљерног материјала тражио од Жилника да избаци неке делове из филма.
У извештају за 1972, Ређеп пише да су после разговора са Жилником, неспоразуми отклоњени и да је Жилник прихватио примедбе.
Међутим, неспоразуми нису били отклоњени , а питање је било колико су разговори били искрени.
Филм никада није завршен ни за јавност приказан.
Тако уместо два планирана дугометражна филма за 1972. Неопланта није реализовала ниједан филм а очекивао се препород и повећање продукције.
Желећи да испуни ова очекивања, ново руководство Неопланте најављује филмски и тв спектакл тј. серију Сеобе по роману Милоша Црњанског. Уговор је склопљен 1972 тако што је Неопланта од писца откупила сва ауторска права заувек.
Пошто у датом моменту, Неопланта филм финансијски ни кадровски није била спремна за реализацију таквог пројекта. одлучено је да се тражи решење у копродукцији са другим филмским и тв центрима.
Пошто реализација Сеоба није била ни на видику и како би превазишла нелагодну ситуацију да у текућој години нема продукцију ниједног дугометражног филма, Неопланта филм је склопила уговор о сарадњи са Центром ФРЗ из Београда и као копродуцент ушла у пројект Трагови црне девојке .
Неопланта је учествовала са 30% средстава а за узврат Центар ФРЗ се обавезао да са истим процентом средстава учествује у финансирању једног Неоплантиног филма.
Уговор са ЦРФЗ је био дугорочан и подразумевао је размену искустава, кадрова и продуцентских планова.
Филм је изузетно добро прошао у јавности и освојио је многобројне награде у земљи.
Сарадња са ЦФРЗ је настављена на следећем Неоплантином пројекту Парлог сценаристе Ференца Деака и у режији Кароља Вичека који је имао богато искуство на реализацији већег броја краткометражних филмова.
У односу на раније пројекте Неопланте, изразито ауторске филмове, у Парлогу се тежило смиренијем и одмеренијем филмском изразу, без претеране субјективности у знаку враћања традиционалним вредностима.
Већи део филма је снимљен 1973 године, а монтажа и обрада је рађена почетком 1974 године.
Филм је добио награду у Сан Рему 1975 године.
Током 1973. Неопланта филм је ушла у још један копродукцијски пројект у сарадњи са ТВБ И ЦФС Кошутњак тј. у снимање тв серије Салаш у малом риту и филмова Салаш у малом риту и Зимовање у Јакобсфелду.
Филм је постигао изванредан успех, освојио више награда у Пули и забележио добру гледаност.
Након овог филма настала је пауза. Неопланта филм две године није произвела ниједан играни филм.
Разлог су била сва скромнија средства намењена овој врсти филма која је обезбеђивала Самоуправна интересна заједница културе Војводине, као и појава новог војвођанског продуцента Звезда филм 1977 године.
Током ове паузе су паралелно припремана три играна филма: Стићи пре свитања, Трофеј и Широко је лишће
Средства добијена од СИЗ-а културе у годинама кад није реаилзован ниједан филм су акумулирана и утрошена за припреме ових наслова. Сва три наслова Неопланта је радила самостално.
Удео средстава СИЗ-а  културе у производњи ових филмова: Стићи пре свитања 62,20%, Трофеј 55,97% и Широко је лишће 28,96%.
Разлику је обезбедила Неопланта филм из споствених средстава и самуправних сопразума са заинтересованим организацијама, предузећима или друштвено - политичким заједницама.
То је период самоуправног удруживања у коме је била пракса слободног договарања и удруживања средстава између различитих субјеката, тако да је Неопланта филм део средстава за производњу филмова остварила путем директног споразумевања са привредницима, општинама и друштвеним организацијама.
Прво је реализован филм Стићи пре свитања у режији Аце Ђорђевића 1978, затим Трофеј Кароља Вичека 1979 и Широко је лишће Петра Латиновића из 1981 године.
Сва три филма су урађена са скромним средствима: Трофеј је нпр коштао 7.855.756 ондашњих динара а и био је носилац Велике Златне Арене фестивала у Пули.
Затим 1982 реализован је филм Кароља Вичека Залазак сунца а исте године у копродукцији са Центар филмом из Београда је реализован филм Предрага Голубовића Прогон.
Неоплантина продукција играних а и других филмова у овом периоду је све више била окренута ратним темама односно НОБ - у.
Пре укидања, Неопланта филм је 1985 у сарадњи са Унион филмом из Београда произвела свој последњи играни филм Живот је леп Боре Драшковића - филм са неоспорним уметничким квалитетима који је представљао најзначајније филмско остварење српског филма у 1985 години.

## Пројекат Велики транспорт и гашење Неопланта филма
У Неопланта филму су од почетка размишљали о потреби снимања једног значајнијег филма, епопеје на тему НОБ-а у Војводини. Од стране аутора, сарадника, политичара, борачких организација предлагано је више тема, а коначно се искристалисало мишљење да би трансопрт хране, медицинског материјала и одлазак преко хиљаду нових бораца у партизане у пролеће 1943 из Срема у источну Босну била захвална тема за филмску обраду.
Док је Светозар Удовички био директор, још 1971 године издвојена су почетна средства, одабрани сценаристи Гордан Михић и Љубиша Козомара, формирана Редакција и почеле припреме за реализацију филма радног наслова Мост на реци Босут.
Сменом руководства у Неопланти су привремено запустили овај филмски пројекат, али не и идеју о једном великом филму - спектаклу којим би ова млада продуцентска кућа показала своју зрелост и компетентност да реализује најкомпликованије и захтевне филмове.
Циљ је био шира афирмација Неопланте и значајнији пробој на југословенско и светско филмско тржиште и остварење профита.За реализацију оваквог пројекта била су значајна почетна средства које Неопланта није имала и нашао се излаз у копродукцијама са страним партнерима.
Нова управа Неопланте сматрала је да је остварење таквог пројекта нереално зато што превоз хране и одлазак нових бораца у рат био више локалног карактера и идеолошки обојен, што на Западу није лако пролазило.
Зато су се определили за нову тему филм Сеобе по истоименом роману Милоша Црњанског.
Али, високо постављени захтеви и тицај других околности показали су се као препрека, тако да Неопланта није успела у својој продукцији реализовати овај пројекат.
Један од разлога одгоде пројекта било је враћање на пројекат партизанског транспорта из Срема у источну Босну 1943 године. У Југославији су још седамдесетих година, нарочито након смрти Тита, почеле јачати сепаратистичке политичке снаге. Републичка и покрајинска руководства желела су да покажу самосвојност и аутономност. У Неопланта филму се крајем 1980 године ужурбано радило на припремању филма.
Конференција аутора и сарадника, стручно тело Неопланте на седници од 15.12. 1980 усвојило је прву информацију о припреми пројекта. Филм је назван Велики транспорт.
Ускоро је изабран Савет пројекта, политичко стручно тело које је пратило реализацију филма.
Режија је поверена Вељку Булајићу, сценарио Арсену Диклићу уз асистенцију Булајића а за директора филма изабран Младен Коцеић из Загреба, један од директора из Јадран филма.
Парарелно су вођени преговори са два копродуцента америчком фирмом Инковент и италијанском компанијом Латерна Едитриче. Уговор са америчком компанијом је склопљен 27.фебруара 1982.
Из непознатих разлога, 9.априла 1982 Инковент преноси своја права на Шервуд продакшн такође америчку компанију за филмску производњу.
Неопланта је пристала на ову промену у уговору и закључила нов уговор око продукције филма који је светско тржиште добио наслов Храбри.
Шервуд се обавезао да ће обезбедити сценарио, неколико глумаца и услуге Пола Лихтмана као самосталног продуцента. 50 хиљада долара за трошкове промоције, трошкове синхронизације на енглески језик и 10 хиљада долара Југославија филму по завршетку филма за продају и дистрибуцију.
Неопланта филм се обавезала да ће обезбедити улуге Вељка Булајића као редитеља филма, услуге саветника за сценарио, сва права по основном материјалу, смештај и боравак за америчке чланове екипе, целокупну опрему и материјал неопходан за снимање филма и друге планиране трошкове за завршетак филма.
Интересантан је уговорни однос за сценарио, по коме је прецизирано да сценарио обезбеђује Шервуд за који је био задужен сарадник Инковента Доналд Р Бојл, а да Неопланта филм обезбеђује саветнике за сценарио нпр: Диклић и Булајић.
Никакве промене сценарија без претходне писмене сагласности Шервуда нису биле дозвољене.
Независно од уговора, у Неопланти су радили обрнуто па се као званични сарадници воде Диклић, Булајић и Бојд. Спор ће настати касније и Неопланта ће изгубити парницу углавном због промене сценарија  што је изазвало повећање трошкова, продужетак снимања филма и друге консеквенце.
У погледу рокова договорено је да снимање филма почне 20 априла 1982 и да буде завршено најкасније до 15. децембра 1982.
Шервуд је намеравао да добије на времену за биоскопско приказивање, како би био у трци за Оскара.
Неопланта се сложила да ће прво завршити енглеску верзију филма.
Дистрибуција филма је подељена између Неопланте, Шервуда и италијанског копродуцента Латерне што је Неопланта филм добила дистрибутивна права у земљама социјаилстичког блока, Латерна Италију, Либију, Сомалију, Малту, Етиопију, Шпанију и Латинску Америку а Шервуд Бразил и остатак света.
Прву финансијску конструкцију филма Неопланта је урадила крајем 1981 године.
На састанку Извршног већа одржаном 25. јануара 1982 разматран је и одобрен финансијски план за реализацију филма у износу од 60.000 000 ондашњих динара плус 10.000 000 динара за ангажовање Војске и омладине уколико се услуге нису могле урадити на добровољној бази тј. по цени десет пута већој од просечне цене једног играног филма у Неоплантиној продукцији.
Планирано је да почетна средства буду обезбеђена из покрајинског буџета 15.000 000 динара и буџета општина и покрајина 15 000 000 динара а да друга половина средстава се обезбеди од привреде, ТВ НС, међурепубличком филмском сарадњом и слично.
Извршно веће Војводине је, следећи овај план из буџета покрајине уплатило укупно 25 500 000 динара у периоду од 22 октобра 1980 до 25 новембра 1982, тј. 10 000 000 динара више него што је било планирано.
Пошто су апетити редитеља и сарадника расли током реализације пројекта и општо су осетили слабост полиитичко - управних структура Војводине, који су желели да филм испадне грандиознији, потребе за новцем су расле геометријском прогресијом а излаз се нашао у кредитима.
Одлуком о утврђивању кредитне политике Војводине за кредитирање филма Велики транспорт обезбеђена је сума од 55 000 000 динара из Депозита друштвено политичких заједница у НБВ.
Уплате за филм су стизале из општинских самоуправних заједница културе, образовања, здравстене заштите, заштите деце, запошљавања, комуналних делатности, ученичког стандарда у Војводини и тако је током летњих месеци 1982 уплаћено 6 779 330 динара, затим из буџета општина, комитета Савеза комуниста, већа Савеза синдиката, општинских конференција ССРН - а, разних секретаријата 9 635 720 динара а од привреде са територије Војводине још 1 557 479 динара.
До 25 новембра 1982 на рачун Неопланта филма за реализацију Великог транспорта уплаћено је 103 101 500 динара али ни то није било доста. Према новом прорачуну, недостајало је 76 500 динара.
Копродуцент Шервуд је у производњу филма уложио 2 000 000 долара кроз трошкове ангажмана и исплате хонорара страних глумаца, исплате дневница и путних трошкова и 38 000 долара за осигурање продукције филма, редитеља и страних глумаца. Уместо југословенског партнера, преузео је обавезу куповине репроматеријала у висино од 200 000 долара.
Латерна Едитриче уложила је 250 000 долара кроз осигурање страног глумца и медијске трошкове припреме филма за фестивале што је износило око 15 899 425 динара.
У израду филма Велики транспорт укупно је утрошено 337 832 578 динара или 50 пута више од просечних средстава која су тада у Неопланта филму трошена на производњу једног дугометражног филма.
Да се нешто чудно дешава у Неопланти и да се новац немилице троши на филм Велики транспорт, осетили су филмски радници Војводине који нису били укључени у пројекат.
Током снимања филма су указивали на превелике трошкове које је снимање филма правило и сумњиве уговоре са страним партнерима.
Група филмских радника Жилник, Петар Љубојев, Душан Животић, Владимир Стојановић и Оливера Маринко у име удружења филмских радника Војводине 24 јуна 1982 упали су у просторије Неопланта филма и обили ормаре тражећи документацију при чему је дошло до сукоба са запосленим у Неопланта филму.
РЗ Неопланта филм на састанку 25 јуна 1982 поводом овог догађаја осудила је гест ове групе радника жигосаних као припадници црног таласа
Организација СК Војводине, поводом сукоба који је избио између удружења филмских радника Војводине и запослених у Неопланта филму односно екипе окупљене око филма Велики транспорт, је разматрала информацију идејна кратања у филму и закључила да Неопланта није бусија у којој је филм у функцији образовања покрајинске државности, те да су тезе да последњих година у Војводини нема филма, успешних аутора и сарадника неприхватљиве и игнорантске.
Реаговали су филмски радници ангажовани на реализацији филма Велики транспорт при чему су демантовали тврдње Жилника на велике хонораре и да се користе бесплатно услуге војске при чему су реаговали да нису изненађени нападима од умишљеног трибуна који је за 10 година снимио само Ране радове и пола филма Слобода или стрип, а да су им хонорари нижи за 23% у поређењу с хонорарима у сличним филмовима.
Поводом овог сукоба и због дешавања око филма Велики транспорт, из удружења филмских радника су иступили Александар Тишма, Славко Алмажан, Ференц Деак, Мирослав Антић...
Упркос овом, снимање филма је настављено. Нови, неуговорени захтеви су достављени и америчком продуценту.
Тражили су позајмицу од 14.905 долара, за део опреме неопходне у снимању, с обећањем да ће средства вратити.
Неопланта је ова средства вратила али са закашњењем од 4 месеца.
Затим је Неопланта филм тражила плаћање осигурања у износу од 28.570 долара и филмске траке у вредности од 200.000 долара. Плашећи се да ће посао пропасти и да ће изгубити основну инвестицију, Шервуд је удовољио овим захтевима и 18. јуна 1982 направио писмену допуну уговора којим је договорена ова накнадна инвестиција, што би Шервуду требало оову инвестицију вратити прерасподелом прихода од филма.
Редитељ Вељко Булајић је од Шервуда тражио продужење ангажмана глумца Едварда Алберта за 11.500 долара , за услуге маркетинг консалтинга за себе лично 20.000 долара и директора филма 2500 долара.
Новац је захтеван под претњом да филм неће бити завршен ако се овно не обезбеди али Шервуд је удовољио овим захтевима.
Апетити ни после овога нису задовољени: Булајић је после завршетка снимања филма тражио још 125.000 метара филмске траке за завршне радове на филму, уз нову претњу да филм неће бити завршен док се ово не обезбеди.
Шервудови стручњаци израчунали су да за завршетак филма није потребно више од 35-40000 метара, тако да је Шервуд марта 1983 извршио уплату од 20000 долара у жељи да спасе пројекат, иако је било јасно да су губици на помолу.
Представник Шервуда Алан Салке је са представником Латерне 25. јануара 1983 прегледао завршну верзију филма  која је трајала око 2,5 сата и делимично преведена на енглески језик. Филм је требало скратити на 2 сата, што је захтевало додатно време и трошкове. Представник Шервуда је био шокиран лошим квалитетом филма и незадовољавајућом фазом завршавања.
Крајњи уговорени рок за испоруку филма 15 децембар 1982 је био пробијен: компанија Шервуд није могла рачунати на номинацију за Оскара, ни на медијску подршку филма. Наде су усмерене на фестивал у Кану - уговорен нов рок за завршетак филма 20.април 1983.
Упркос томе, Неопланта филм је 6 априла обавестила Шервуд да крајњи рок 20 април неће моћи испоштовати, на шта је Шервуд 8 априла 1983 обавестио Неопланту да ће путем арбитраже тражити заштиту својих права.
Неопланта је реаговала на овај допис одлуком да обуставља радове на енглеској верзији филма.
Српска верзија филма је била завршена: филм је августа 1983 премијерно приказан на Пулском фестивалу а већ у септембру 1983 пуштен за приказивање у биоскопима.
Према статистичком приказу гледаности домаћих филмова за 1983, филм Велики транспорт у Србији је гледало 352.997 гледалаца што је филм сврстало на 6 место.
Изгледало је да ће се све завршити у најбољем реду и да ће планирана средства од експлоатације филма бити остварена а нагомилани трошкови подмирени. Ипак није било тако.
Шервуд је своју претњу тужбом остварио. Тужба Америчкој арбитражној асоцијацији поднета је 29. марта 1984 којом је Шервуд од Неопланте, због неиспуњавања обавеза из уговора, тражећи надокнаду штете од 3,1 милион долара.
У тужби Шервуд је тврдио да је,Вељко Булајић редитељ без знања Шервуда, снимио око 65 000 метара филмске траке за 5 сати филма и изменио сценарио да груба верзија коју је видио Шервуд једва личи на договорени сценарио, да је у току продукције филма Неопланта филм потрошила преко 100 000 долара Шервудовог новца на персонал Неопланте под изговором промоције филма, и да је Неопланта филм преварила Шервуд тако што је Вељку Булајићу обаећала проценат од новца који Неопланта добије од Југославија филма, пошто ово предузеће узме и свој део.
Неопланта је без знања Шервуда склопила уговор са италијанском тв кућом РАИ за израду тв серије од филма, а Латерни је уговором уступила дистрибутерска права на неке земље које је уговором поверила Шервуду ( Порторико, Бразил).
Пресуда Америчке арбитраже изречена је 15 фебруара 1985 у корист Шервуда а одлуку потврдио виши суд државе Калифорније за Лос Анђелес 21. јуна 1985 године.
Након пресуде Удружења Америчке арбитраже, Скупштина Војводине је на иницијативу Покрајинског комитета за образовање и културу и предлога Покрајинског друштвеног правобраниоца самоуправљања 29. марта 1985 донела одлуку о привременом ограничавању права самоуправних радника у Неопланта филму.
Смењен је Драшко Ређеп са места директора а постављен привремен орган управљања од 3 члана: Трифу Дору - председник и Лаза Хиџић и Мирко Бартуловић чланови.
Овај орган је Вишем суду у Новом Саду 16. октобра 1985 упутио предлог за пократање стечајног поступка у Неопланта филму.
Стечајни поступак уведен је у новембру 1985 на основу кога је фебруара 1986 године угашена Неопланта филм. 

## Продукција филмова
| Год.                         | Назив                     | Улога |
| ---------------------------- | ------------------------- | ----- |
| 1960.-те\|1970.-те\|1980.-те |                           |       |
| 1968.                        | Свети песак               |       |
| 1969.                        | Рани радови               |       |
| 1970.                        | Лепа парада               |       |
| 1971.                        | Доручак са ђаволом        |       |
| 1972.                        | Мистерије организма       |       |
| 1972.                        | Трагови црне девојке      |       |
| 1973.                        | Слобода или стрип         |       |
| 1973.                        | Самртно пролеће           |       |
| 1974.                        | Парлог                    |       |
| 1975.                        | Зимовање у Јакобсфелду    |       |
| 1976.                        | Салаш у малом риту (филм) |       |
| 1976.                        | Салаш у мало риту         |       |
| 1978.                        | Стићи пре свитања         |       |
| 1979.                        | Трофеј                    |       |
| 1981.                        | Широко је лишће           |       |
| 1982.                        | Залазак сунца             |       |
| 1982.                        | Прогон                    |       |
| 1983.                        | Велики транспорт          |       |
| 1985.                        | Живот је леп              |       |